# クロップカーカ

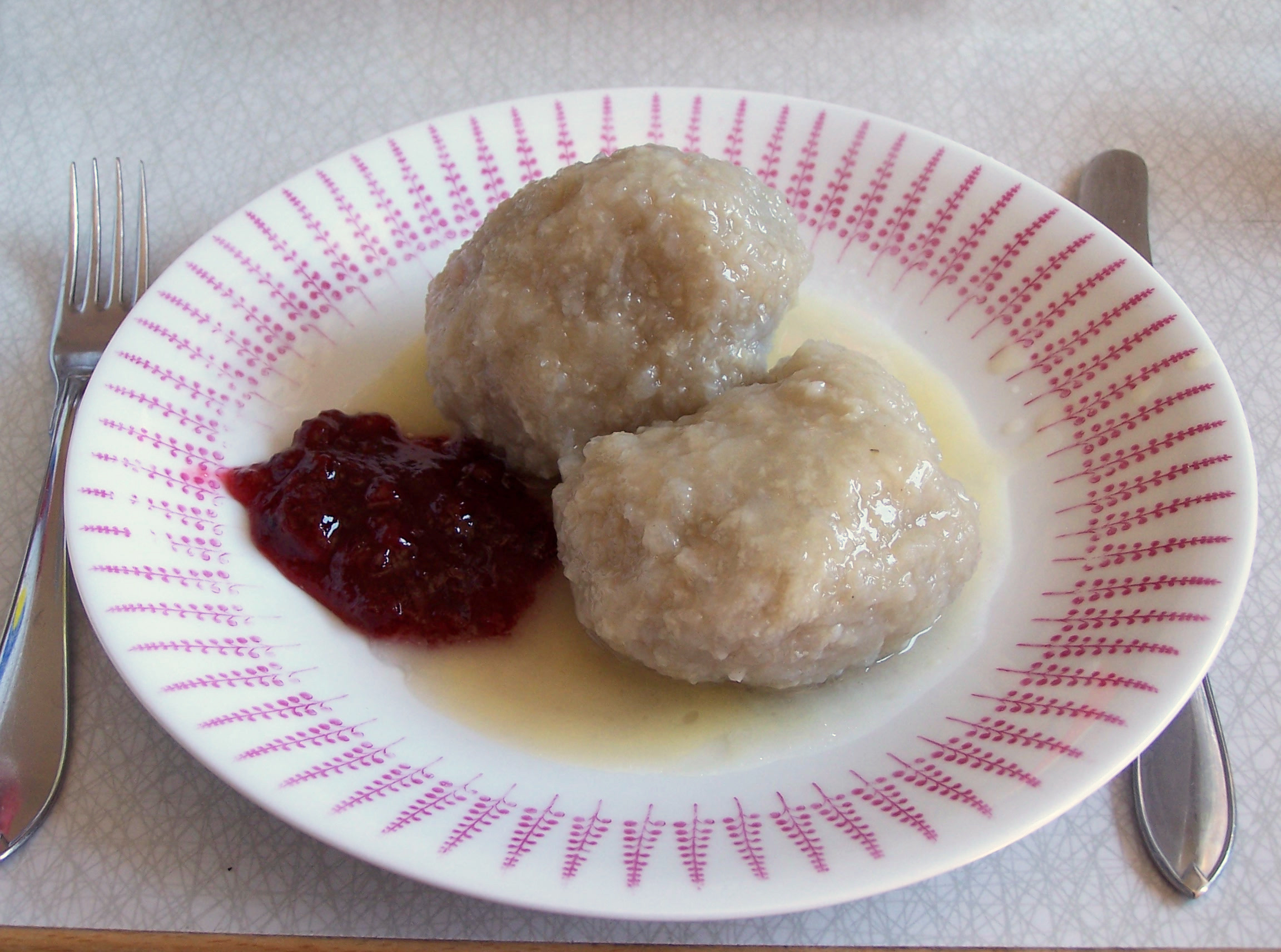
ブレーキンゲ地方で出されるリンゴンベリー・ジャムとバターを添えたクロップカーカ

クロップカーカ（スウェーデン語: kroppkaka、複数形は"kroppkakor"）は、スウェーデンの伝統的なタマネギと豚肉やベーコンの詰め物を入れたジャガイモのダンプリング料理である。一般的にクロップカーカの材料にはジャガイモ、小麦粉、タマネギ、塩と挽肉/豚肉が使用される。クロップカーカは、主にエーランド島、スモーランド地方、ゴットランド地方やブレーキンゲ地方といったスウェーデン南部のランドスカープで食べられている。
クロップカーカはバター, クリーム、リンゴンベリー・ジャムと共に供される。レシピは地域により異なり、特に下茹でしたジャガイモから作られるか生のジャガイモから作られるかといった違いがあり、ある地域では香辛料を多量に使用するものがある。クロップカーカとパルトは形としては非常に似ているが、中の詰め物と作り方に違いがある。クロップカーカは、ほとんどの場合下茹でしたジャガイモと小麦粉から作られる一方で、パルトには生のジャガイモとオオムギ粉やライムギ粉が使用される。
毎年3月にこの著名な料理に敬意を表してカルマル・ネーション（スモーランド地方のカルマル市に因んで名付けられた学生会）によるクロップカーカ夕食会がウプサラで開催される。
クロップカーカのエーランド式の変種は、茹でたジャガイモだけで作るのではなく、下茹でしたジャガイモと、生のままおろしたジャガイモを半分ずつ使う。この作り方によりエーランド風のクロップカーカは、生のジャガイモをおろして使うピーテパルトに幾らか近いものとなっている。